# 란트크바르트역
란트크바르트역(독일어: Bahnhof Landquart)은 스위스 그라우뷘덴주의 란트크바르트 지자체에 있는 주요 기차역이다. 스위스 연방 철도(쿠어-로르샤흐) 노선과 래티셰 철도의 란트크바르트-다보스 플라츠 및 란트크바르트-투지스 노선이 교차하는 중간 정류장이다. 장거리, 지역 및 지역 열차가 운행된다.
북쪽에는 취리히와 그 너머로 가는 기차가 있고 남쪽에는 쿠어와 디젠티스/무쉬테행 열차가 있다. 또한 동쪽의 클로스터스, 다보스와 스쿠올에 연결 서비스가 있다.
현재 이 역에는 6개의 플랫폼이 사용 중이다. 플랫폼 2, 3 및 4는 SBB에서 제공하고 플랫폼 5, 6 및 8은 RhB에서 제공한다. 플랫폼 1과 7은 일반적으로 사용되지 않다.
란트크바르트역은 프래티가우어 회헨베크, 클로스터스로 이어지는 여러 날 하이킹 코스의 시작점이다.

## 운행편

### 장거리
란트크바르트에서 다음의 장거리 운행편이 정차한다:
- 인터시티 익스프레스: 함부르크와 쿠어를 잇는 쿠어-로르샤흐선을 통해 하루 2회 왕복.
- 인터시티: 바젤 SBB 또는 취리히 중앙역에서 쿠어까지 쿠어–로르샤흐선을 통해 매시간 운행.

### 지방
란트크바르트에서 다음 지역 운행편이 정차한다.
- 인터레기오 :
  - 취리히 중앙역과 쿠어 사이의 쿠어-로르샤흐 노선을 통한 매시간 운행.
  - 베른과 쿠어 사이의 쿠어-로르샤흐선을 통한 매시간 운행.

- - 레기오익스프레스 :
  - 란트크바르트–투지스선을 통해 디젠티스/무쉬테까지, 란트크바르트–다보스 플라츠선을 통해 스쿠올-타라스프까지 운행.
  - 란트크바르트-다보스 플라츠선을 통해 장크트모리츠까지 매시간 운행.
  - 란트크바르트-다보스 플라츠선을 통해 다보스 플라츠까지 매시간 운행.

- 레기오:
  - 란트크바르트-다보스 플라츠선을 통해 스쿠올-타라스프까지 운행하는 제한된 서비스.
  - 란트크바르트-다보스 플라츠선을 통해 다보스 플라츠까지 운행하는 제한된 서비스.

### 지역간
란트크바르트는 쿠어 S-반의 S1 및 장크트갈렌 S-반의 S12에서 제공된다.
- S1: 란트크바르트-투지스선을 통해 레췬스, 란트크바르트-다보스 플라츠선을 통해 쉬어스까지 운행.
- S12: 자르간스와 쿠어 사이의 쿠어-로르샤흐선을 통해 30분마다 운행한다.